# Monestir de Matani
El monestir de Matani (en georgià: მატნის ცხრაკარას მონასტერი) forma part d'un complex d'edificis a les muntanyes a 3-5 km a l'oest del poble de Matani, al districte d'Ajmeta de la regió de Kakhètia, a la part oriental de Geòrgia. El monestir de Matani és sota la supervisió de la diòcesi d'Alaverdi, encara que no roman actiu.

## Complex del monestir
El conjunt del monestir consta de diverses esglésies i d'altres edificis monàstics que estan envoltats per un tancament baix. L'edifici principal del monestir és una basílica de planta rectangular (10 m X 8,7 m), que consta de tres naus, i es va construir als segles V al VI en pedra tallada.
Als segles VIII i IX es van construir dues esglésies d'una sola nau més petita. Aquests edificis estan units als murs nord i oest de l'església principal. A l'oest de la basílica principal continua havent-hi una petita església de l'edat mitjana tardana.
Al segle xv es va construir un campanar al monestir. Durant aquest temps, es van pintar les parets de l'església principal amb pintura al fresc, que s'ha mantingut parcialment.

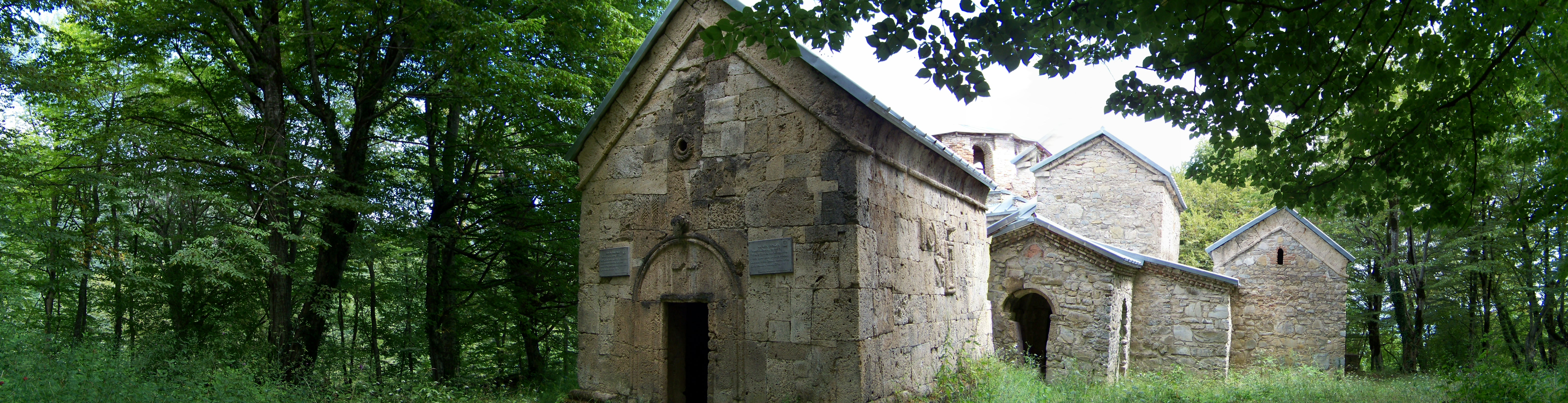
Vista panoràmica del complex del monestir

## Edifici principal
L'edifici principal del monestir està edificat a mitjan segle v. És rectangular (10 m X 8,7 m), construït amb llambordes i pedra de petita mida. Algunes de les parts constructives bàsiques són filades de pedra amb tons groguencs. A la part est, té un absis axial, el qual està tallat. Dins de l'altar, es construeix el mur amb un trapezi rectangular. Als segles VIII - IX es van restaurar la part oriental de les parets longitudinals de la meitat superior i part de les cambres. El creuer del nord no té canvis substancials; a la vora d'aquest creuer es troba una escala que dona a una porta exterior que està coberta amb un mig arc.

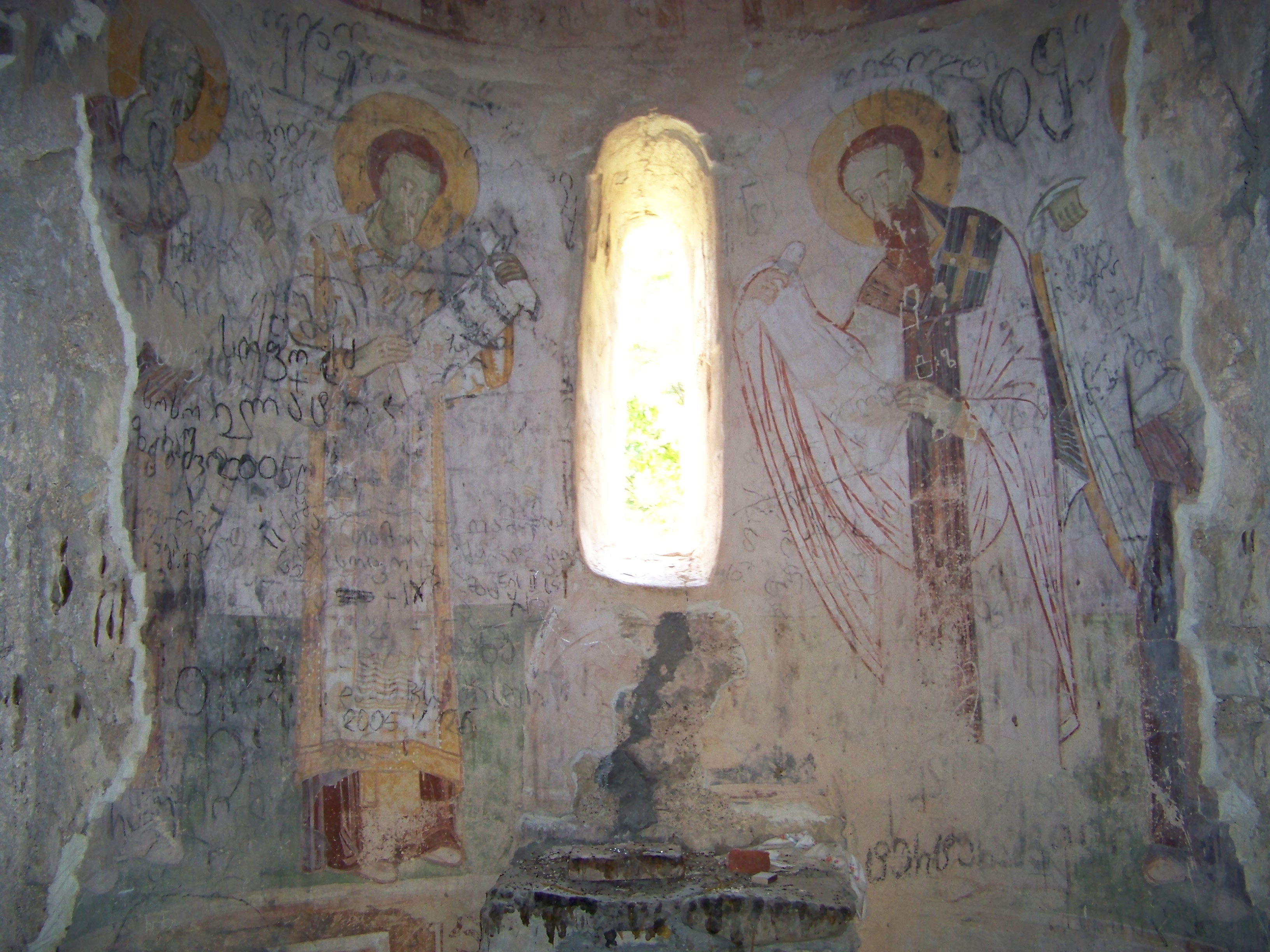
Pintura de l'altar
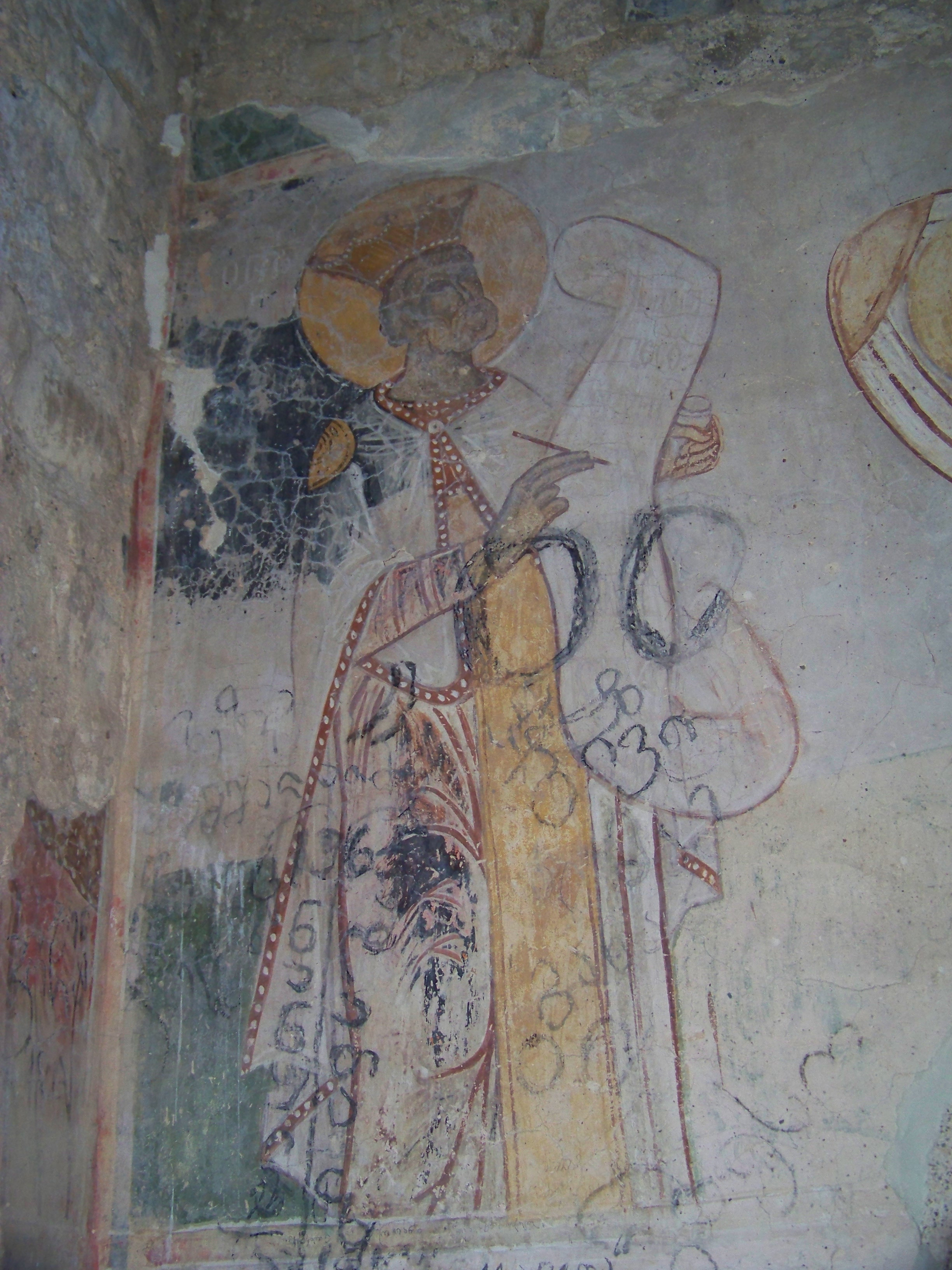
Pintura de la paret occidental
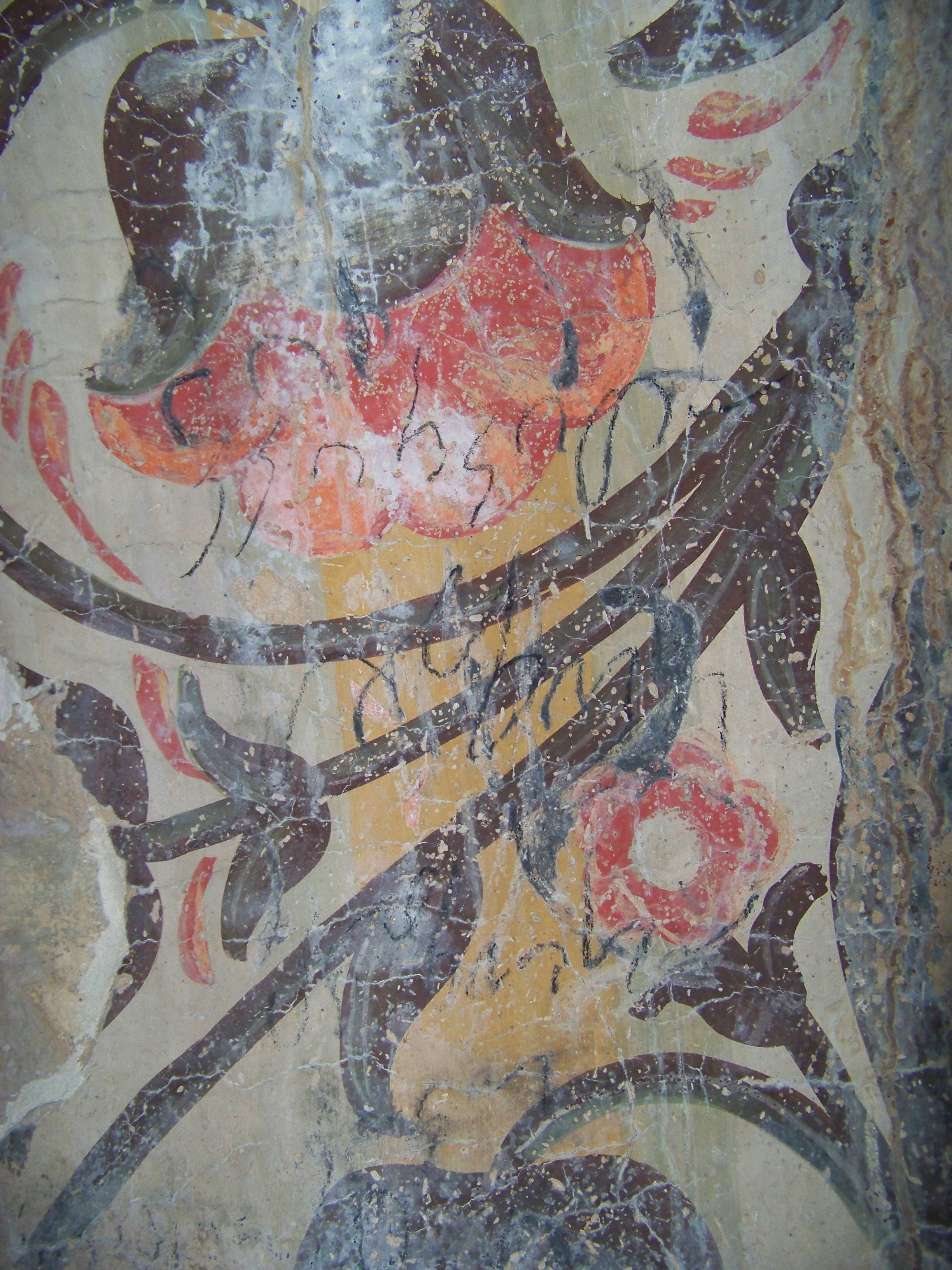
Detall de la pintura al fresc de l'interior
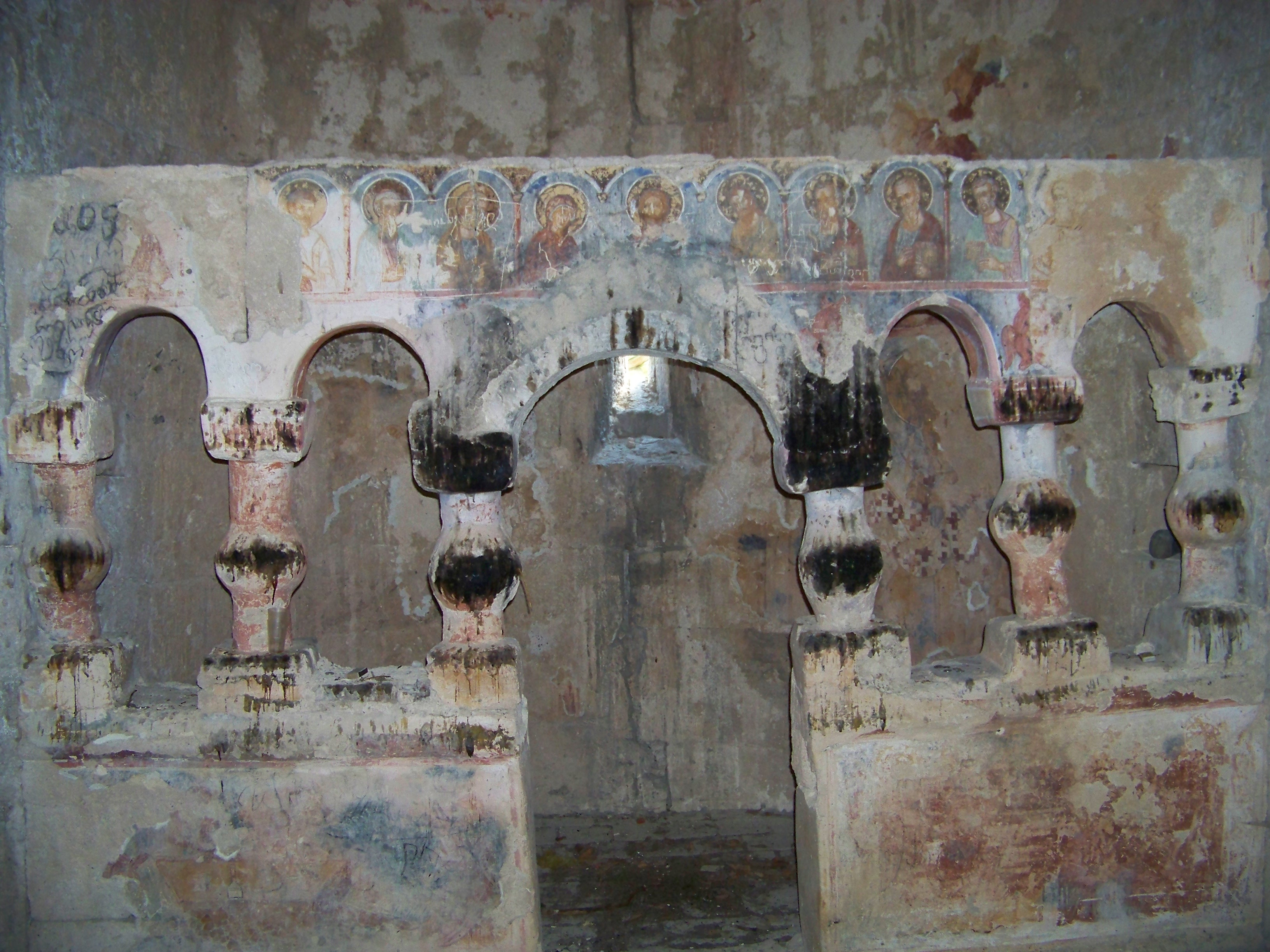
Iconòstasi